# Інес Горрочатегі
Інес Горрочатегі (ісп. Inés Gorrochategui, нар. 13 червня 1973) — колишня професійна аргентинська тенісистка. 
Здобула сім парних титулів туру WTA.
Найвищу одиночну позицію світового рейтингу — 19 місце досягла 17 жовтня 1994, парну — 9 місце — 22 травня 1995 року.
Найвищим досягненням у турнірах Великого шолома є чвертьфінал Відкритого чемпіонату Франції 1994 року. Горрочатегі перемогла Мішелл Джаггерд-Лай, Савамацу Наоко, Гелену Сукову і Іву Майолі, але програла Штеффі Граф.

## Фінали турнірів WTA

### Парний розряд: 14 (7 титулів, 7 поразок)
| Легенда                       |
| ----------------------------- |
| Турніри Великого шолома (0–1) |
| Tier I (1–0)                  |
| Tier II (1–5)                 |
| Tier III, IV & V (4–2)        |

| Фінали за покриттям |
| ------------------- |
| Тверде (0–1)        |
| Трава (0–2)         |
| Ґрунт (5–4)         |
| Килим (1–1)         |

| Результат | W/L | Дата     | Турнір                           | Покриття  | Партнер            | Опоненти                                      | Рахунок            |
| --------- | --- | -------- | -------------------------------- | --------- | ------------------ | --------------------------------------------- | ------------------ |
| Перемога  | 1–0 | Гру 1991 | São Paulo, Бразилія              | Ґрунт     | Мерседес Пас       | Рената Марцинковська Лаура Глітц              | 6–2, 6–2           |
| Перемога  | 2–0 | Кві 1992 | Taranto, Італія                  | Ґрунт     | Аманда Кетцер      | Рейчел Макквіллан Радка Зрубакова             | 4–6, 6–3, 7–6(0)   |
| Поразка   | 2–1 | Кві 1993 | Амелія-Айланд, US                | Ґрунт     | Аманда Кетцер      | Мануела Малеєва Лейла Месхі                   | 6–3, 3–6, 4–6      |
| Перемога  | 3–1 | Лип 1993 | Prague, Чехія                    | Ґрунт     | Патрісія Тарабіні  | Лаура Голарса Кароліна Віс                    | 6–2, 6–1           |
| Поразка   | 3–2 | Сер 1993 | Відкритий чемпіонат США з тенісу | Тверде    | Аманда Кетцер      | Аранча Санчес Вікаріо Гелена Сукова           | 4–6, 2–6           |
| Перемога  | 4–2 | Жов 1993 | Будапешт, Угорщина               | Килим (i) | Кароліна Віс       | Сандра Чеккіні Патрісія Тарабіні              | 6–1, 6–3           |
| Поразка   | 4–3 | Лис 1993 | Сан-Хосе, US                     | Килим (i) | Аманда Кетцер      | Патті Фендік Мередіт Макґрат                  | 2–6, 0–6           |
| Поразка   | 4–4 | Кві 1994 | Амелія-Айланд, US                | Ґрунт     | Аманда Кетцер      | Лариса Савченко-Нейланд Аранча Санчес Вікаріо | 2–6, 7–6(6), 4–6   |
| Поразка   | 4–5 | Чер 1994 | Істборн, UK                      | Трава     | Гелена Сукова      | Джиджі Фернандес Наташа Звєрєва               | 7–6(7–4), 4–6, 3–6 |
| Перемога  | 5–5 | Кві 1995 | Амелія-Айланд, US                | Ґрунт     | Аманда Кетцер      | Ніколь Арендт Манон Боллеграф                 | 6–2, 3–6, 6–2      |
| Перемога  | 6–5 | Тра 1995 | Берлін, Німеччина                | Ґрунт     | Аманда Кетцер      | Лариса Савченко-Нейланд Габріела Сабатіні     | 4–6, 7–6(3), 6–2   |
| Поразка   | 6–6 | Тра 1997 | Madrid, Іспанія                  | Ґрунт     | Іріна Спирля       | Мері Джо Фернандес Аранча Санчес Вікаріо      | 3–6, 2–6           |
| Перемога  | 7–6 | Лип 1997 | Warsaw Open, Польща              | Ґрунт     | Руксандра Драгомір | Кетрін Берклей Майке Бабель                   | 6–4, 6–0           |
| Поразка   | 7–7 | Чер 1999 | Бірмінгем, UK                    | Трава     | Александра Фусаї   | Коріна Мораріу Лариса Савченко-Нейланд        | 4–6, 4–6           |

### Одиночний розряд (3 поразки)
| Результат | W/L | Дата     | Турнір                | Tier    | Покриття | Опонент                  | Рахунок       |
| --------- | --- | -------- | --------------------- | ------- | -------- | ------------------------ | ------------- |
| Поразка   | 0–1 | Лют 1991 | Paris, Франція        | Tier IV | Ґрунт    | Кончита Мартінес         | 0–6, 3–6      |
| Поразка   | 0–2 | Лют 1994 | Окленд, Нова Зеландія | Tier IV | Тверде   | Джинджер Гелгесон-Нілсен | 6–7(4–7), 3–6 |
| Поразка   | 0–3 | Тра 1999 | Warsaw Open, Польща   | Tier IV | Ґрунт    | Крістіна Торренс-Валеро  | 5–7, 6–7(3–7) |

## Фінали ITF

### Одиночний розряд Фінали: 8 (7–1)
| Турніри $100,000 |
| Турніри $75,000  |
| Турніри $50,000  |
| Турніри $25,000  |
| Турніри $10,000  |

| Результат | Ранг | Дата              | Турнір                  | Покриття | Опонент          | Рахунок       |
| Перемога  | 1.   | 23 жовтня 1989    | São Paulo, Бразилія     | Ґрунт    | Rita Cruz Lima   | 7–5, 6–0      |
| Перемога  | 2.   | 13 листопада 1989 | Ліма, Перу              | Ґрунт    | Tatiana Buss     | 6–2, 6–4      |
| Перемога  | 3.   | 8 жовтня 1990     | Ліма, Перу              | Ґрунт    | Макарена Міранда | 6–4, 6–3      |
| Перемога  | 4.   | 15 жовтня 1990    | La Paz, Болівія         | Тверде   | Джолен Ватанабе  | 6–2, 3–6, 6–1 |
| Перемога  | 5.   | 22 жовтня 1990    | Сантьяго, Чилі          | Ґрунт    | Макарена Міранда | 6–2, 6–2      |
| Перемога  | 6.   | 29 жовтня 1990    | Buenos Aires, Аргентина | Ґрунт    | Габріела Моска   | 3–6, 6–2, 6–4 |
| Поразка   | 7.   | 6 травня 1991     | Порту, Португалія       | Ґрунт    | Маріан де Свардт | 1–6, 2–6      |
| Перемога  | 8.   | 27 травня 1991    | Brindisi, Італія        | Ґрунт    | Флора Перфетті   | 7–5, 6–3      |

### Парний розряд: 8 (7–1)
| Результат | Ранг | Дата              | Турнір                  | Покриття | Партнер            | Опоненти                          | Рахунок       |
| --------- | ---- | ----------------- | ----------------------- | -------- | ------------------ | --------------------------------- | ------------- |
| Перемога  | 1.   | 23 жовтня 1989    | São Paulo, Бразилія     | Ґрунт    | Karen Buchholz     | Сабріна Жіусту Maria Pilar Valls  | 6–3, 2–6, 7–6 |
| Перемога  | 2.   | 13 листопада 1989 | Ліма, Перу              | Ґрунт    | Karen Buchholz     | Roberta Borrelli Lucia Peria      | 7–5, 6–3      |
| Перемога  | 3.   | 27 листопада 1989 | Buenos Aires, Аргентина | Ґрунт    | María Eugenia Vago | Флоренсія Лабат Андреа Тьєцці     | 6–3, 2–6, 6–4 |
| Поразка   | 4.   | 15 жовтня 1990    | La Paz, Болівія         | Тверде   | Paula Boccia       | Паула Кабесас Sandra Ugarriza     | 2–6, 6–4, 5–7 |
| Перемога  | 5.   | 22 жовтня 1990    | Сантьяго, Чилі          | Ґрунт    | Патрісія Міллер    | Паула Кабесас Sandra Ugarriza     | 3–6, 6–1, 7–5 |
| Перемога  | 6.   | 29 жовтня 1990    | Buenos Aires, Аргентина | Ґрунт    | Габріела Моска     | Vanessa Falter Valeria Falter     | 6–2, 6–0      |
| Перемога  | 7.   | 15 квітня 1991    | Caserta, Італія         | Ґрунт    | Андреа Віейра      | Дженніфер Ф'юкс Марія Страндлунд  | 6–2, 6–2      |
| Перемога  | 8.   | 29 травня 1991    | Brindisi, Італія        | Ґрунт    | Patricia Miller    | Катаріна Студенікова Іріна Спирля | 6–1, 7–6      |